# نهر سيحان
نهر سيحان (التركية: Seyhan، الإغريقية: Σάρος، نقحرة: ساروس)، والمعروف أيضًا باسم ساروس (التركية: Sarus)، هو أطول نهر في قيليقية، وأطول نهر في تركيا يصب في البحر الأبيض المتوسط. يبلغ طول النهر 560 كيلومتر (350 ميل) ويتدفق باتجاه الجنوب الغربي من منابعه في جبال تاهتالي (في محافظتي سيواس وقيصري) في جبال طوروس الشرقية إلى البحر الأبيض المتوسط عبر دلتا واسعة. رافداه الأساسيان هما نهر زامانتي ونهر غوقسو، اللذان يلتقيان عند ألاداغ (ولاية أضنة) ليشكلا نهر سيحان. ينبع نهر زامانتي من هضبة أوزون في بينارباشي في قيصري ويعبر مناطق تومارزا وديفيلي وياهيالي في قيصري .
تقع منابعه في جبال طوروس عند كاتاونيا. يتدفق عبر كابادوكيا عند بلدة كومانا، ثم يعبر قيليقية. أشار إليه العديد من المؤلفين القدماء بما في ذلك ليفي، وزينوفون، وبروكوبيوس، وسترابو، وبطليموس، وأبيان، وبلينيوس الأكبر، وإوستاثيوس من تسالونيكي الذي أطلق عليه خطأً اسم سيناروس.

## تاريخ

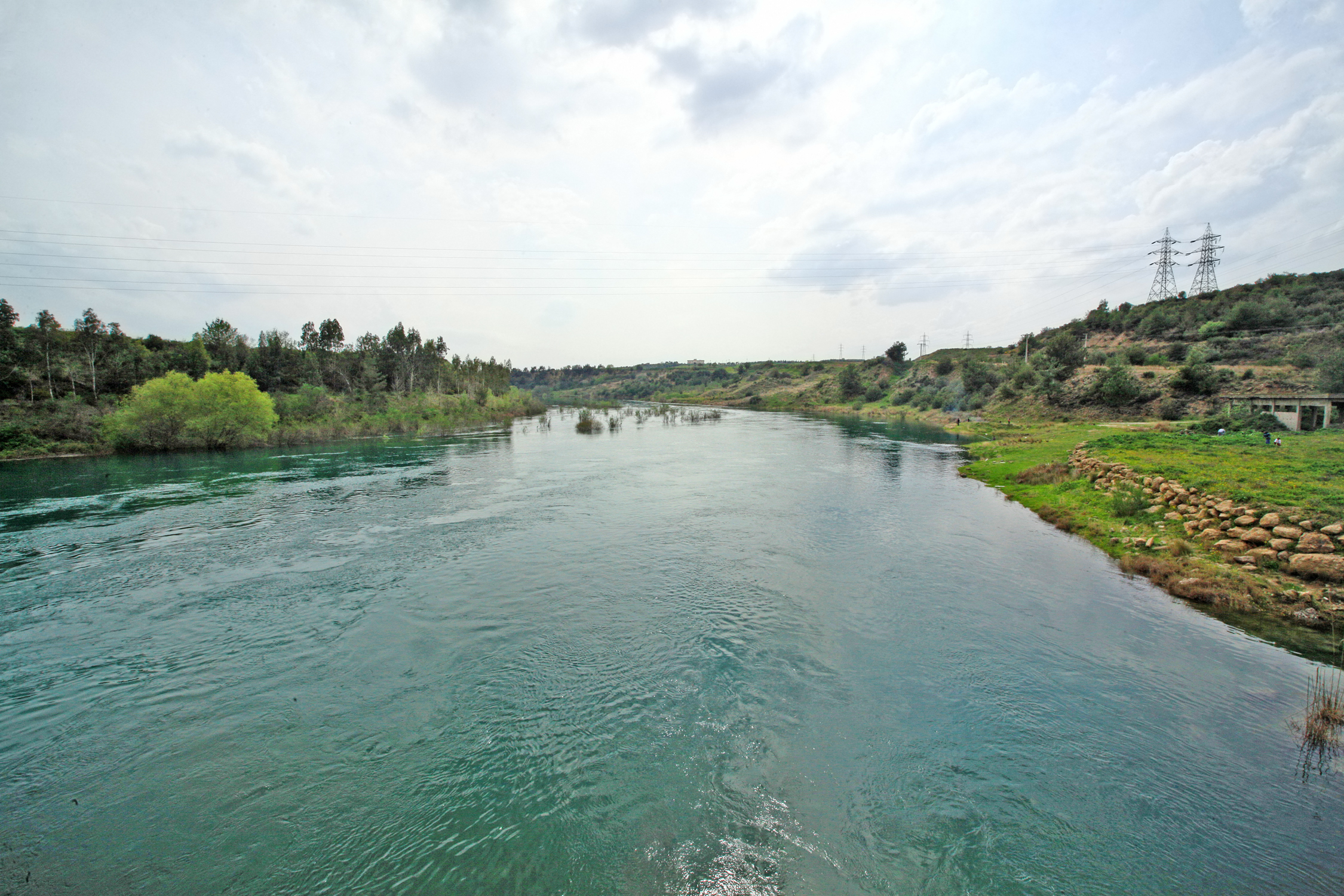
نهر سيحان كما يُرى من جسر جاطل آلاني (چاطل آلاڭى)

تذكر أسطورة يونانية رومانية قديمة أن اسم مدينة أضنة اشتق من اسم أدانوس، ابن الإله اليوناني أورانوس، الذي أسس المدينة بجانب النهر مع أخيه. أُطلق اسم أخيه، ساروس ، على النهر. 
يختلف اسم النهر حسب مكانه، فعند مروره في ،الجبال يسمى ساروس،  بينما يصبح اسمه سيحان عند مروره في سهول قيليقية متجها نحو البحر الأبيض المتوسط.
يجب وجود 33 نوعًا من الأسماك في نهر سيحان في عام 2009، بما في ذلك 29 نوعًا واطنًا (أربعة منها متوطنة) وثلاثة أنواع مستقدمة. تم إدراج ثمانية برمائيات، ومن المعروف أن اثنين منها (Rana holtzi و Triturus vittatus cilicensis ) متوطنان في النهر.
يساهم سد سيحان الرئيسي الواقع أعلى أضنة في الري، وتوليد الطاقة الكهرومائية ، والسيطرة على الفيضانات. تعد سدود يدي غوزي، وجاطل آلاني، وكافشاك بيندي من السدود الأخرى على نهر سيحان والتي تخدم أيضًا نفس الأغراض. يخضع النهر حاليًا لتنمية واسعة النطاق لتوليد الطاقة الكهرومائية والري.